# Салимуллин, Линар Сулейманович
Линар Сулейманович Салимуллин (26 марта 1932, Камское Устье, Камско-Устьинский район, Татарская АССР, СССР — 20 декабря 1993, Киев, Украина) — советский борец вольного стиля, самбист. По вольной борьбе: участник летних Олимпийских игр 1956 года (6-е место), призёр Кубка мира, чемпион СССР. Чемпион СССР по самбо 1954 года.

## Биография
Воспитанник Николая Моряшичева, спортивное общество «Динамо» (Казань). Мастер спорта СССР по самбо (1954), мастер спорта СССР по вольной борьбе (1956).
На летних Олимпийских играх 1956 года в Мельбурне проиграл будущему чемпиону японцу Сёдзо Сасахаре (1:2), выиграл у индуса Рама Сарупа (3:0) и проиграл серебряному призёру бельгийцу Йозефу Мевису (0:3).
Жил в Киеве.

## Спортивные достижения

### Вольная борьба
- Участник летних Олимпийских игр 1956 года (6-е место)
- Кубок мира по вольной борьбе 1956 года — ;
- Чемпионат СССР по вольной борьбе 1956 года — ;

### Самбо
- Чемпионат СССР по самбо 1954 года — ;